# Günther Korten
Günther Korten (26 de Julho de 1898 - 22 de Julho de 1944) foi um piloto e militar alemão e Chefe de Estado-maior da Luftwaffe durante a Segunda Guerra Mundial. Morreu devido a ferimentos sofridos durante a tentativa de assassinato a Adolf Hitler em Julho de 1944.

## Biografia

### Juventude
Korten nasceu em Colônia, filho do arquiteto Hugo Korten (1855-1931) e de sua esposa Marie Korten (1866-1942). No início da Primeira Guerra Mundial, ele era um cadete do exército prussiano. Ele serviu durante a guerra em um batalhão de engenharia. Ele continuou sua carreira militar após a guerra nos Engenheiros, até ser selecionado em 1928 para participar do programa secreto de treinamento de pilotos na União Soviética. Ao retornar para Weimar, Alemanha, juntou-se ao "Bildstelle Berlin".

### Segunda Guerra Mundial
Korten, então capitão, juntou-se à Luftwaffe em 1934, quando a Alemanha nazista iniciou seu programa de rearmamento. Ele recebeu treinamento como oficial de estado-maior e serviu por vários anos no Ministério da Aeronáutica. Ele era um coronel e chefe do Estado-Maior General da Luftflotte 4 (4ª Frota Aérea) estacionado na Austria.
No início de 1940, Korten foi transferido para o estado-maior da Luftflotte 3 (3ª Frota Aérea), onde serviu durante a Batalha da França e na Batalha da Grã-Bretanha. Em 19 de julho foi promovido a major-general. Em janeiro de 1941 foi transferido de volta para a 4ª Frota Aérea, a fim de participar da Campanha dos Balcãs e do assalto à União Soviética (Operação Barbarossa). Em agosto de 1942 foi promovido a tenente-general e assumiu o comando do I. Fliegerkorps, que lutou no setor sul da Frente Oriental e foi temporariamente transferido para o "Luftwaffenkommando Don" durante a Batalha de Stalingrado.
No início de 1943 Korten foi promovido a General e no verão substituiu Alfred Keller na Luftflotte 1 (1ª Frota Aérea). Poucas semanas depois, em 25 de agosto, ele aceitou o cargo de Chefe do Estado-Maior General da Luftwaffe, após o ex-Chefe do Estado-Maior General Hans Jeschonnek cometer suicídio.

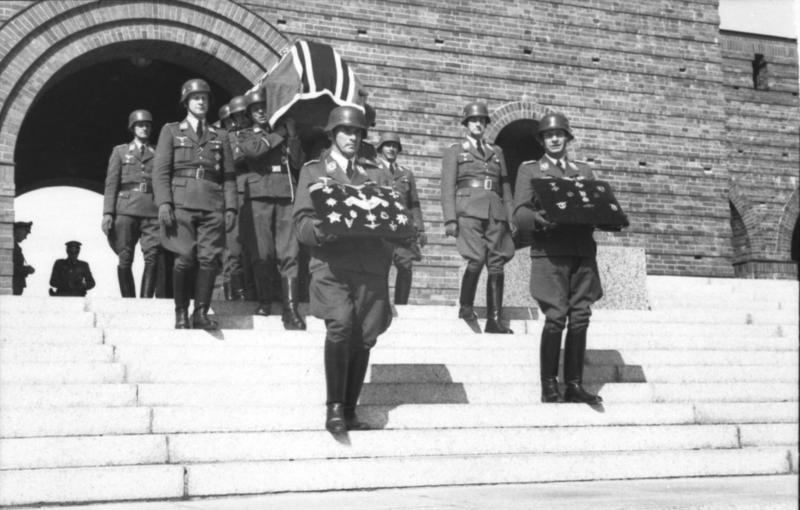
Cerimônia fúnebre em Tannenberg

### Morte
Korten foi gravemente ferido em Wolfsschanze perto de Rastenburg durante a Conspiração de 20 de julho de 1944, na qual o Coronel Claus von Stauffenberg tentou assassinar Hitler com uma bomba. Dois dias após a tentativa de assassinato, ele sucumbiu aos ferimentos no hospital militar anexo ao quartel-general do Führer. Como as outras vítimas militares Rudolf Schmundt e Heinz Brandt, ele foi promovido postumamente, em seu caso a Coronel-General.

Originalmente, Korten foi enterrado no Memorial Tannenberg. Ele foi enterrado novamente no cemitério Friedhof Bergstrasse em Steglitz, Berlim. O túmulo ainda existe.